# Ludność Gorzowa Wielkopolskiego
- 1875 – 21 379[1]
- 1880 – 23 612[1]
- 1885 – 24 893[1]
- 1890 – 28 065   (w tym 606 Żydów)[1]
- 1900 – 33 598[1]
- 1910 – 39 339[1]
- 1925 – 43 303   (w tym 496 Żydów)[1]
- 1933 – 45 928   (w tym 435 Żydów)[1]
- 1939 – 48 073
- 1946 – 19 796   (spis statystyczny)
- 1950 – 32 825   (spis statystyczny)
- 1955 – 44 788
- 1960 – 58 671   (spis statystyczny)
- 1961 – 61 400
- 1962 – 62 800
- 1963 – 64 500
- 1964 – 66 400
- 1965 – 67 339
- 1966 – 68 400
- 1967 – 69 700
- 1968 – 70 900
- 1969 – 72 500
- 1970 – 74 782   (spis statystyczny)
- 1971 – 76 213
- 1972 – 78 400
- 1973 – 81 100
- 1974 – 83 310
- 1975 – 87 179
- 1976 – 90 800
- 1977 – 95 300
- 1978 – 98 700   (spis statystyczny)
- 1979 – 102 500
- 1980 – 105 909
- 1981 – 109 013
- 1982 – 111 258
- 1983 – 113 047
- 1984 – 115 131
- 1985 – 115 660
- 1986 – 117 603
- 1987 – 119 468
- 1988 – 121 609   (spis statystyczny)
- 1989 – 123 350
- 1990 – 124 285
- 1991 – 125 181
- 1992 – 124 551
- 1993 – 124 998
- 1994 – 124 845
- 1995 – 124 779
- 1996 – 125 289
- 1997 – 125 736
- 1998 – 126 019
- 1999 – 126 172
- 2000 – 125 767
- 2001 – 125 818
- 2002 – 125 474   (spis statystyczny)
- 2003 – 125 780
- 2004 – 125 578
- 2005 – 125 416
- 2006 – 125 504
- 2010 – 125 394[2]
- 2011 – 124 554   (spis statystyczny)
- 2012 – 124 470
- 2013 – 124 442[3]
- 2014 – 124 145
- 2015 – 123 762
- 2017 – 124 295[4]
- 2018 – 123 921
- 2019 – 123 609
- 2020 – 120 526[5]
- 2021 – 118 011   (spis statystyczny)
- 2022 – 116 436
- 2023 – 115 247
- 2024 – 114 567

## Powierzchnia Gorzowa Wielkopolskiego
- 1995 – 77,16 km²
- 2002 – 86,03 km²
- od 2006 – 85,73 km²

### Gęstość zaludnienia
- 2002 – 1 458 os./km²
- 2011 – 1 453 os./km²
- 2021 – 1 377 os./km²
- 2024 – 1 336 os./km²